# Gabriel Pierné
Henri Constant Gabriel Pierné (ur. 16 sierpnia 1863 w Metzu, zm. 17 lipca 1937 w Ploujean) – francuski kompozytor, organista i dyrygent.

## Życiorys
Podstawy edukacji muzycznej otrzymał w domu, jego ojciec był śpiewakiem, matka zaś pianistką. Po wojnie francusko-pruskiej (1870–1871) rodzina przeniosła się z Metzu do Paryża. W 1872 roku rozpoczął studia w Konserwatorium Paryskim, gdzie jego nauczycielami byli Albert Lavignac (solfeż), Émile Durand (harmonia), Jules Massenet (kompozycja), Antoine François Marmontel (fortepian) i César Franck (organy). W czasie studiów zdobył pierwszą nagrodę z fortepianu (1879), kompozycji i fugi (1881) oraz gry na organach (1882). W 1882 roku otrzymał Prix de Rome za kantatę Edith. Po trzyletnim pobycie w Rzymie wrócił do Paryża, gdzie udzielał lekcji muzyki. W latach 1890–1898 był organistą w bazylice św. Klotyldy w Paryżu, następnie podjął działalność dyrygenta. W 1903 roku został asystentem Édouarda Colonne’a, od 1910 do 1934 roku był pierwszym dyrygentem Concerts Colonne. Współpracował także z Siergiejem Diagilewem, dyrygował premierowym przedstawieniem Ognistego ptaka Igora Strawinskiego. Jako dyrygent propagował muzykę twórców współczesnych (m.in. Camille Saint-Saëns, César Franck, Gabriel Fauré, Claude Debussy, Maurice Ravel, Darius Milhaud). Od 1925 roku członek Académie des Beaux-Arts. W 1935 roku został odznaczony Legią Honorową.

## Ważniejsze kompozycje
(na podstawie materiałów źródłowych)

### Utwory orkiestrowe
- Suite d’orchestre (1883)
- 3 Pièces (1883)
- Ouverture symphonique (1885)
- Marche solennelle (1889)
- Pantomime (1889)
- Ballet de cour (1901)
- Paysages franciscains (1919)
- Divertissement sur un thème pastoral (1932)
- Gulliver au pays de Lilliput (1935)
- Viennoise (1935)

### Utwory na instrumenty solowe i orkiestrę
- Fantaisie-ballet na fortepian i orkiestrę (1885)
- Koncert fortepianowy na fortepian i orkiestrę (1887)
- Scherzo-caprice na fortepian i orkiestrę (1890)
- Poème symphonique na fortepian i orkiestrę (1901)
- Concertstück na harfę i orkiestrę (1903)
- Fantaisie basque na skrzypce i orkiestrę (1927)

### Utwory kameralne
- Fantaisie-impromptu na skrzypce i fortepian (1883)
- Berceuse na skrzypce i fortepian (1884)
- Sonata na skrzypce i fortepian (1900, wersja na flet i fortepian 1909)
- Pièce na obój i fortepian (1883)
- Caprice na wiolonczelę i fortepian (1887)
- Expansion na wiolonczelę i fortepian (1888)
- Sonate en une partie na wiolonczelę i fortepian (1919)
- Canzonetta na klarnet i fortepian (1888)
- Pastorale variée na flet, obój, klarnet, 2 fagoty, róg i trąbkę (ok. 1893)
- Solo de concert na fagot i fortepian (1898)
- Prélude de concert sur un thème de Purcell na fagot i fortepian (1933)
- Kwintet fortepianowy (1917)
- Trio fortepianowy (1922)
- Sonata da camera na flet, wiolonczelę i fortepian (1927)
- Variations libres et final na flet, skrzypce, altówkę, wiolonczelę i harfę (1934)
- Introduction et variations sur une ronde populaire na kwartet saksofonowy (1936)
- Voyages au pays de Tendres na flet, skrzypce, wiolonczelę i harfę (1938)
- Trios pièces en trio na skrzypce, altówkę i wiolonczelę (1938)

### Utwory fortepianowe
- Intermezzo (ok. 1880)
- 15 pièces (1883)
- Etude de concert (1887)
- Album pour mes petis amis (1887)
- Valse (1887)
- Humoresque (1888)
- Almée (1888)
- Rêverie (1888)
- Improvisata (1889)
- Ariette dans le style ancien (1892)
- Mazurka (1892)
- Pastorale variée (1894)
- Sérénade à Colombine (1894)
- Bagatelle (1898)
- Sérénade vénitienne (1898)
- 3 pièces formant suite de concert (1903)
- Variations (1919)
- Passacaille (1932)
- Prélude sur le nom de Paul Dukas (1936)
- Barcarolle na fortepian na 4 ręce (1890)
- Valse impromptu na fortepian na 4 ręce (1892)

### Utwory wokalno-instrumentalne
- kantata Edith (1892)
- legenda muzyczna La Croisade des Enfants na chór i chór dziecięcy (1902)
- misterium Les enfants à Bethléem na solistów, chór dziecięcy i orkiestrę (1907)
- oratorium Les Fioretti de St. François d’Assise (1912)

### Opery
- legenda dramatyczna Les elfes, libretto Édouard Guinand (1884)
- fantazja liryczna Bouton d’or, libretto Michel Carré (1893)
- opera komiczna Lizarda, libretto Armand Silvestre (1894)
- La Coupe enchantée, libretto według La Fontaine’a (1895)
- dramat liryczny Vendée, libretto Charles Foleÿ i Adolphe Brisson (1897)
- komedia liryczna La Fille de Tabarin, libretto Victorien Sardou i Paul Ferrier (1901)
- komedia liryczna On ne badine pas avec l’amour, libretto według Alfreda de Musset (1910)
- komedia liryczna Sophie Arnould, libretto Gabriel Nigond (1927)
- komedia muzyczna Fragonard, libretto André Rivoire i Romain Coolus (1934)

### Balety
- Les joyeuses Commères de Paris (1892)
- Le docteur Blanc (1893)
- Salomé (1895)
- Cydalise et le chèvre-pied (1923)
- Impressions de music-hall (1927)
- Giration (1934)
- Images (1935)

### Muzyka do sztuk teatralnych
- Izeyl, słowa Armand Sylvestre i Eugène Morand (1894)
- Yanthis, słowa Jean Lorrain (1894)
- La princesse lointaine, słowa Edmond Rostand (1895)
- La samaritaine, słowa Edmond Rostand (1897)
- Francesca de Rimini, słowa Francis Marion Crawford (1902)
- Ramuntcho, słowa Pierre Loti (1908)
- Hamlet, według Szekspira (1910)
- Les cathédrales, słowa Eugène Morand (1915)